# Laura Louisa Garde

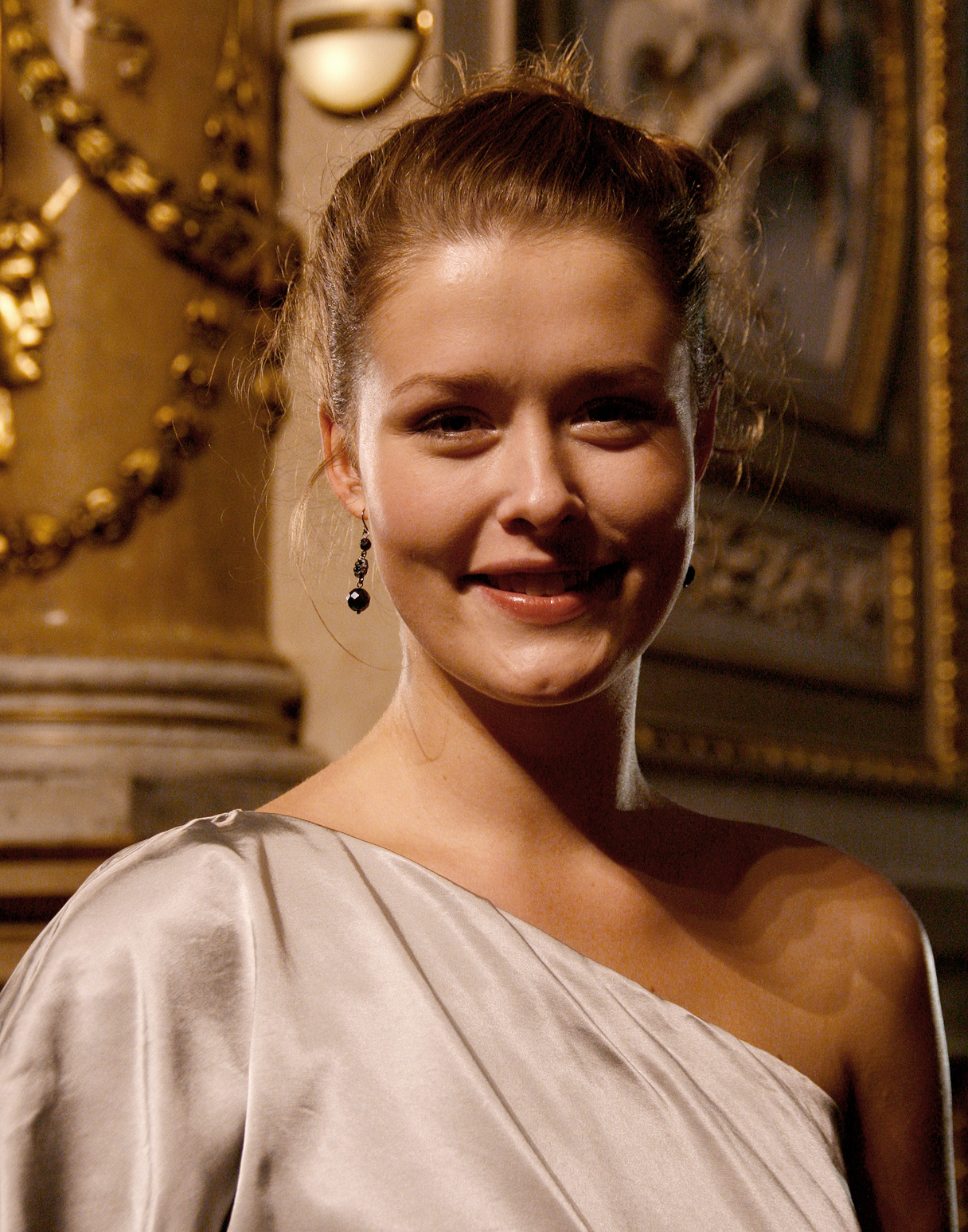
Laura Louisa Garde, 2010

Laura Louisa Garde (* 30. März 1988 in Berlin) ist eine deutsche Schauspielerin und Fernsehmoderatorin.

## Leben

### Frühe Jahre und Theater
Laura Louisa Garde wuchs in einer Künstlerfamilie auf und besuchte die Schule in der Künstlerkolonie Worpswede. Ihr Vater, ein Maler und Musiker, konfrontierte sie bereits früh mit Kunst und Kultur. Im Alter von 10 Jahren besuchte sie ihren ersten Theaterworkshop. 2005 gab sie ihr Bühnendebüt. Sie spielte in Utrecht am „Growing up in Public“-Theater, wo sie in Don Duyns Inszenierung The Young Ones die Rolle der Karen spielte. Im gleichen Jahr stand sie im Kulturzentrum Schlachthof Bremen in Anton Tschechows Drama Die Möwe als reiche Grundbesitzerstochter Nina Michailovna Zarečnaya auf der Bühne. Von 2007 bis 2011 absolvierte Garde ihre Schauspielausbildung von 2007 bis 2011 am Max Reinhardt Seminar in Wien. Nach Abschluss ihrer Ausbildung gehörte sie bis 2013 zum festen Ensemble des Vorarlberger Landestheaters.

### Film, Fernsehen und Hörspiel
Seit 2010 steht Garde in zahlreichen Film- und Fernsehproduktionen vor der Kamera. In dem Märchenfilm Das kalte Herz der ZDF-Filmreihe Märchenperlen nach dem gleichnamigen Werk von Wilhelm Hauff übernahm sie an der Seite von Rafael Gareisen die Rolle des Schwarzwaldmädchens Lisbeth. 2017 war sie als Helen in dem Ehe- und Nachbarschaftsdrama Ich war eine glückliche Frau von Martin Enlen zu sehen.
Seit März 2019 spielt sie in der ARD-Fernsehfilmreihe Die Drei von der Müllabfuhr als Tochter des von Uwe Ochsenknecht dargestellten Müllmanns Werner Träsch eine der durchgehenden Serienhauptrollen. Im November 2019 war sie in der 10-teiligen VOX-Serie Rampensau als Natti, die Freundin der Schauspielerin und „Undercover-Ermittlerin“ Shiri (Jasna Fritzi Bauer), zu sehen. Neben festen Serienrollen ist sie kontinuierlich in Gastrollen verschiedener Fernsehserien- und reihen, wie Wilsberg, In aller Freundschaft, Jenny – echt gerecht, 4 Blocks und Marie Brand zu sehen.
Garde betätigt sich auch als Hörspielsprecherin, so war sie 2010 an dem ORF-Hörspiel Auf der Greiswalder Straße nach Roland Schimmelpfennig beteiligt.

### Moderationen
Von 2013 bis 2015 stand Garde gemeinsam mit Sascha Quade für den deutschen Sender Nickelodeon vor der Kamera und moderierte das Nachmittagsprogramm, das als ca. vierminütige Clips im Format Nickelodeon Alaaarm aufging. Zudem reiste sie zu den Nickelodeon Kids’ Choice Awards 2014 nach Los Angeles, um, ebenfalls mit Sascha Quade, für Nickelodeon von der Show zu berichten. Dabei überreichten die beiden auch den Preis Lieblingsstar: Deutschland, Österreich, Schweiz, der in der Regel vom deutschsprachigen Moderator an die Gewinner übergeben wurde.

### Privates
Laura Louisa Garde lebt in Berlin.

## Filmografie
- 2010: Aschenputtel (Fernsehfilm)
- 2014: Wilsberg: Mundtot (Fernsehreihe)
- 2014: Das kalte Herz (Fernsehfilm)
- 2015: Wilsberg: Russisches Roulette (Fernsehreihe)
- 2015: Über den Tag hinaus (Fernsehfilm)
- 2016: In aller Freundschaft (Fernsehserie, 3 Folgen)
- 2016: Akte Ex (Fernsehserie, Folge Der tote Buchhändler)
- 2016: Die Spezialisten – Im Namen der Opfer (Fernsehserie, Folge Meine Prinzessin)
- 2016, 2023: SOKO Köln (Fernsehserie, Folgen Tödliche Melodie, Fuchsmann)
- 2017: Ich war eine glückliche Frau (Fernsehfilm)
- 2018: Jenny – echt gerecht (Fernsehserie, Folge Fahrerflucht)
- 2018: Bettys Diagnose (Fernsehserie, Folge Eine Kleinigkeit zu viel)
- seit 2019: Die Drei von der Müllabfuhr (Fernsehreihe)
  - 2019: Dörte muss weg
  - 2019: Baby an Bord
  - 2020: Mission Zukunft
  - 2020: Kassensturz
  - 2021: Die Streunerin
  - 2021: Operation Miethai
  - 2022: Zu gut für die Tonne
  - 2022: (K)eine saubere Sache
  - 2023: Altlasten
  - 2023: Arbeit am Limit
  - 2025: Der Neue
  - 2025: Schutzgeld
- 2019: Findher (Webserie, Folge Hipsther)
- 2019: 4 Blocks (Fernsehserie, Folge Ali)
- 2019: Rampensau (Fernsehserie, 10 Folgen)
- 2021: Capelli Code (Fernsehserie, 3 Folgen)
- 2022: In aller Freundschaft – Die jungen Ärzte (Fernsehserie, Folge Akzeptanz)
- 2022: Marie Brand und der entsorgte Mann (Fernsehreihe)
- 2023: Tatort: MagicMom (Fernsehreihe)
- 2023: Die Mittagsfrau
- 2024: SOKO Leipzig (Fernsehserie, Folge Fürchte dich nicht)
- 2025: In aller Freundschaft (Fernsehserie, Folgen Liebe, Eigene Wünsche)

## Hörspiele
- 2010: Roland Schimmelpfennig: Auf der Greiswalder Straße (ORF) – Regie: Martin Schulze